# 小崎義明
小崎 義明（こざき よしあき、1846年9月2日（弘化3年7月12日）- 1904年（明治37年）4月20日）は、明治期の地主、政治家。衆議院議員。幼名・律五郎、のちに清、義明。号・篠州（じょうしゅう）。

## 経歴
肥後国天草郡大浦村（熊本県天草郡大浦村、有明村、有明町を経て現天草市有明町）で、大庄屋・小崎武一郎重謙（しげかね）、清の息子として生まれる。漢籍を値賀盛純、高尾道一郎に、書を城野静軒に学び、広瀬淡窓の咸宜園にも入塾した。
1858（安政5年2月）職務見習勤務を命ぜられ、1864年（文久3年12月）父の死去に伴い天草郡栖本組大庄屋を世襲した。1865年（慶応元年）九品寺閻魔堂に寺子屋を開設。1869年11月（明治2年10月）から1870年1月（明治2年12月）まで長崎県掌郡方刑法掛勤務を務めた。1872年（明治5年3月）八代県15等出仕に任じられ郡書記、県書記に1873年（明治6年）2月の廃県まで在任。同年12月から1874年（明治7年）5月まで学区取締を務めた。
1876年（明治9年）6月、熊本県民会議員に選出。その他、天草郡地租改正顧問鑑定人、西南戦争時には天草郡鎮撫方勤務と同郡取締筋御用掛勤務を、また天草郡町村連合会議員、同議長を務めた。1879年（明治12年）熊本県会議員に選出され1891年（明治24年）まで在任し、同常置委員、熊本県立学校商議委員、徴兵参事員、地方衛生委員、農業諮問委員なども務めた。
1890年（明治23年）7月、第1回衆議院議員総選挙に熊本県第6区から出馬したが松山守善に7票差で敗れて落選。小崎は松山の得票に選挙人資格無しの者が含まれているとして選挙無効の訴訟を起こし、大審院で選挙無効の判決が出て1891年（明治24年）7月6日に松山の当選が無効となり同月27日に小崎の当選更生となった。その後、1898年（明治31年）8月の第6回総選挙まで再選され、衆議院議員に連続6期在任した。この間、中央交渉部、議員倶楽部、国民協会、帝国党に所属し、鉄道敷設、三角港の建設、第五高等学校の設置、銅山開発、炭鉱経営などに尽力した。